# La Vengeance de l'Aigle noir
Pour plus de détails, voir Fiche technique et Distribution.
La Vengeance de l'Aigle noir (La vendetta di Aquila Nera) est un film d'aventures italien coécrit et réalisé par Riccardo Freda, sorti en 1951.

## Synopsis
Le Prince Yuravleff intrigue auprès du tsar pour se faire nommer gouverneur avant que son complice Selim pille son château et tue la famille de Vladimir Dubrovskij surnommé « L'aigle noir ». Ce dernier démasque le traître Igor et après cinq ans de guerre, rentre chez lui et constate que sa femme et ses amis ont été assassinés. Son jeune fils a disparu. Ivre de vengeance, Vladimir sème le chaos dans l'empire du prince mais sa vendetta se complique lorsqu'il tombe amoureux de Tatiana, le sœur d'Igor.

## Fiche technique
- Titre original : La vendetta di Aquila Nera
- Titre français : La Vengeance de l'Aigle noir[1]
- Réalisation : Riccardo Freda
- 1er Assistant réalisation : Valentini Trevisanato
- 2nd assistant réalisateur : Antonio Greco
- Scénario : Riccardo Freda, Ennio De Concini et Sandro Continenza
- Société de production et de distribution : Associati Produttori Indipendenti Film (A.P.I.)
- Producteurs : Umberto Momi et Carlo Caiano
- Directeur de production : Domenico Bologna
- Superviseur de la production : Luigi Fanano
- Assistant de production : Luciano Momi
- Directeur de la photographie : Toni Frenguelli (crédité Tony Frenguelli)
- Chef-opérateur : Enrico Betti Berutto
- Ingénieurs du son : Raffaele Del Monte, Giovanni Nesci
- Musique : Renzo Rossellini
- éditée chez : Radio Record Ricordi
- Décors - Architecte : Piero Filippone
- Décors : Egidio Campori
- Costumes : Werther
- Maquilleur : Manrico Spagnoli
- Script : N. Dorgo
- Régie générale : Carlo Caiano
- Montage : Otello Colangeli
- Studios : S.A.F.A. - Roma
- Négatif : Ferrania Pancro, C7
- Négatifs et positifs : S.P.E.S.
- Pays d'origine :  Italie
- Format : noir et blanc
- Langue : italien
- Genre : film d'aventures
- Durée : 100 minutes
- Dates de sortie :
  - Italie : 25 octobre 1951
  - France : 29 août 1952[1]

## Distribution
- Rossano Brazzi : Vladimir Dubrovskij dit « L'aigle noir »
- Gianna Maria Canale : Tatiana Cernicevskij
- Nerio Bernardi : le tsar Paolo III
- Franca Marzi : Katia
- Vittorio Sanipoli : prince Boris Yuravleff
- Peter Trent : Igor Cernicevskij
- Giovanni Del Panta : Ivan
- Ughetto Bertucci : Kurin
- Ileana Simova : Maruska
- Dante Carapelli : Selim
- Franco Jamonte : Ilya